# RBA TV Bragança
RBA TV Bragança é uma emissora de televisão brasileira sediada em Bragança, cidade do estado do Pará. Opera no canal 8 (35 UHF digital) e é afiliada à Band. Pertence à Prefeitura Municipal de Bragança.

## História
Anteriormente, o canal 8 era uma repetidora da RBA TV pertencente a Prefeitura Municipal de Bragança, mantida desde 1989. Em julho de 2010, a emissora passa a produzir programação local, e assume a nomenclatura RBA TV Bragança. Estreia o telejornal local Jornal Agora.

Antigo logotipo da emissora, utilizado de 2013 a 2021.

Em março de 2013, a emissora muda de nome para TV Bragantina. Em 8 de abril, estreia o Bragança Urgente, com apresentação de Alex Ribeiro.
Em 17 de agosto de 2020, quatro dias após o apresentador Rubis Cunha se afastar para concorrer nas eleições municipais de Bragança, o Band Cidade é substituído por uma reprise resumida do programa Olha Nós. Em 29 de janeiro de 2021, vai ao ar a última edição do Olha Nós pela TV Bragantina. O programa passou a ser transmitido somente na internet.
Em 8 de fevereiro de 2021, o Band Cidade retorna à grade da TV Bragantina com novo grafismo e cenário, e a apresentação de Tamires Porteglio, que havia assumido a direção de jornalismo da emissora em janeiro. Em julho, a emissora dá início a reformas em sua sede.
Em 4 de outubro de 2021, estreia, no lugar do Bragança Urgente, o Bora Cidade Bragança, baseado no programa Bora Cidade, da RBA TV, e apresentado por Tamires Porteglio e Alex Ribeiro. A estreia contou com a participação do apresentador do programa Rota Cidadã 190 na emissora belenense, Joaquim Campos. No mesmo período, a emissora abandona a nomenclatura TV Bragantina, voltando a se chamar RBA TV Bragança.

## Sinal digital
| Canal virtual | Canal digital | Resolução de tela | Programação                                     |
| ------------- | ------------- | ----------------- | ----------------------------------------------- |
| 8.1           | 35 UHF        | 1080i             | Programação principal da RBA TV Bragança / Band |

Em 22 de dezembro de 2015, a emissora recebeu consignação para a implantação do seu sinal digital no canal 35 UHF, mas não havia iniciado suas operações na frequência. A emissora iniciou suas transmissões digitais no final de abril de 2024, sendo a penúltima a ter seu sinal digital.
Transição para o sinal digital
Com base no decreto federal de transição das emissoras de TV brasileiras do sinal analógico para o digital, a RBA TV Bragança, cessou suas transmissões pelo canal 8 VHF no final de abril de 2024.

## Programas
Além de retransmitir a programação nacional da Band e estadual da RBA TV, a RBA TV Bragança produz e exibe os seguintes programas:
- Bora Cidade Bragança: Jornalístico
- Band Cidade Bragança: Telejornal
- Conexão RBA Bragança: Jornalístico

Diversos outros programas compuseram a grade da emissora, e foram descontinuados:
- Band+
- Bragança Urgente
- Destaque Vip
- Fest Pará
- Jornal Agora
- Olha Nós
- Sabadão Top

## Equipe

### Membros antigos
- Alex Ferreira[4]
- Alex Ribeiro[19]
- Andrey Gonçalves[20]
- Ângelo Ribeiro[18]
- Carla Brito[21]
- Danilo Augusto (hoje na Pérola FM)[22]
- Jota Bahia (hoje na Rádio Educadora)[23]
- Kevim William[24]
- Mauricio Ribeiro[25]
- Neto Oliveira[26]
- Ronara Suéllem[27]
- Ronny Madison[28]
- Rubis Cunha[6]
- Tamires Porteglio (hoje na RBA TV)[9]